# Sugar Land
Sugar Land  è una città degli Stati Uniti d'America, nella Contea di Fort Bend, nello Stato del Texas.
Fa parte dell'area urbana della Grande Houston. Al 2007 possedeva una popolazione di 79 682 abitanti.
Fondata attorno alle piantagioni di zucchero nella prima metà del 1800 e incorporata come municipalità nel 1959, Sugar Land è la città più popolata e principale centro economico della Contea di Fort Bend.